# Fossoy
Fossoy é uma comuna francesa na região administrativa de Altos da França, no departamento de Aisne. Estende-se por uma área de 7,18 km². Em 2010 a comuna tinha 518 habitantes (densidade: 72,1 hab./km²).